# Pennisetum mezianum
A Pennisetum mezianum az egyszikűek (Liliopsida) osztályának perjevirágúak (Poales) rendjébe, ezen belül a perjefélék (Poaceae) családjába tartozó faj.

## Előfordulása
A Pennisetum mezianum előfordulási területe Afrika északkeleti és keleti, trópusi részei, valamint Ázsia egészen Indiáig. Az egyik szavannaalkotó fűféle.

## Megjelenése
A levele 2-15 centiméter hosszú és 1-5 milliméter széles.

## Életmódja
Évelő növény, mely nagyon jól tűri a szárazságot.